# Joe Forrester
Joe Forrester è una serie televisiva statunitense in 22 episodi andati in onda per la prima volta nel corso di una sola stagione da settembre 1975 a maggio 1976 sulla rete NBC. In Italia la serie è stata trasmessa su Rai 2 e su Canale 5.
Il personaggio di Joe Forrester era stato creato nella serie televisiva Sulle strade della California, nell'episodio "Il ritorno di Joe Forrester", diretto da Virgil W. Vogel. L'episodio pilota di questa serie, invece, dedicata interamente al poliziotto Joe Forrester, è il film per la TV Cop on the Beat (1975), in cui il poliziotto veterano Joe Forrester indaga su una serie di stupri e rapine commessi da una banda giovanile.

## Trama
Joe Forrester è un poliziotto di Los Angeles, rispettato sia dai colleghi sia dalla vasta rete di informatori di cui dispone data la sua esperienza nelle strade della città. È uno dei pochi agenti bianchi del dipartimento rispettato anche dalla comunità dei neri. Di tanto in tanto chiude un occhio su crimini minori ma nonostante questo tutti hanno fiducia in lui.

## Personaggi
- Joe Forrester, interpretato da Lloyd Bridges.
- Georgia Cameron, interpretata da Pat Crowley, compagna di Joe.
- Sergente Bernie Vincent, interpretato da Eddie Egan.
- Jolene Jackson, interpretata da Dwan Smith.
- Will Carson, interpretato da Taylor Lacher.

## Episodi
| Stagione       | Episodi | Prima TV originale |
| -------------- | ------- | ------------------ |
| Prima stagione | 22      | 1975-1976          |